# Kościół św. Anny w Święcanach

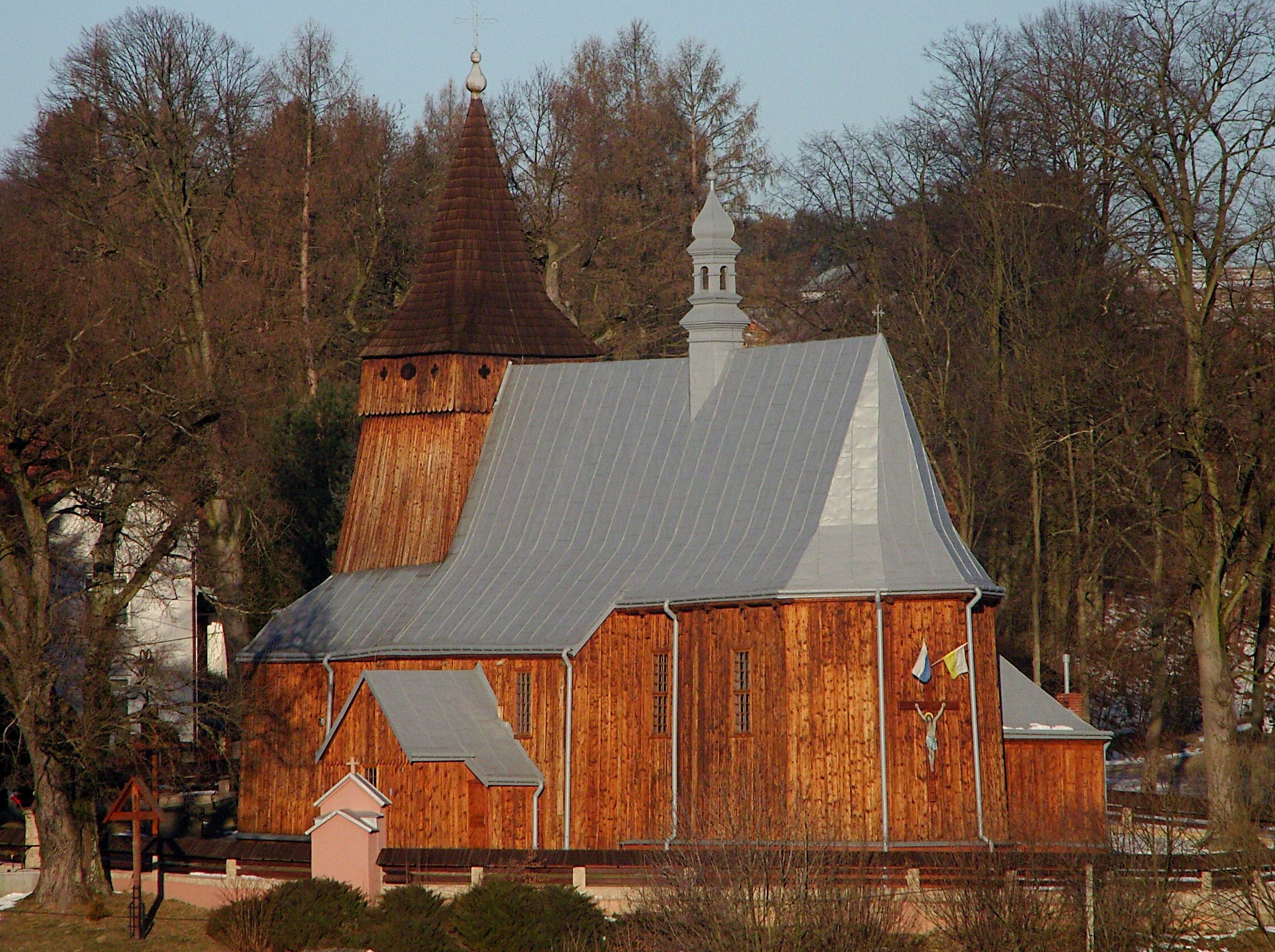
Kościół pw. św. Anny

Kościół św. Anny w Święcanach – rzymskokatolicki kościół parafialny pw. św. Anny znajdujący się  w Święcanach wzniesiony 1520.
Późnogotycka Grupa Pasyjna na belce tęczowej z 1540 należy do najcenniejszych zabytków świątyni.
Kościół znajduje się na szlaku architektury drewnianej województwa podkarpackiego.
Całkowita powierzchnia kościoła wynosi 281m².

## Historia
Jan Długosz podaje, że już w latach 60. XV w. istniał w Święcanach kościół parafialny, który prawdopodobnie spłonął. Obecnie zachowana świątynia, zgodnie z tradycją, powstała w 1520 (datę tę odnaleziono w XVIII w. na jednym z ołtarzy), poświęcony w 1521. W drugiej połowie XVI w. ściany i strop pokryto polichromią. W XVII w. kościół otoczono sobotami ufundowano nowe wyposażenie oraz wzniesiono wolno stojącą wieżę-dzwonnicę, którą w późniejszych latach dostawiono do korpusu nawowego. W 1863 do północnej ściany nawy dobudowano kaplicę św. Jana Nepomucena, a w latach 70. XIX w. do wieży dodano boczne aneksy. W 1871 artysta malarz Jan Tabiński wykonał nową polichromię zamalowując poprzednią. W 1900 pokrycia gontowe zastąpiono blachą. Gruntowny remont kościoła przeprowadzono w latach 60. XX w. W latach 1992–94 w czasie prac konserwatorskich odkryto i odsłonięto XVI-wieczne polichromie na stropie oraz wykonano transfer dekoracji malarskiej Jana Tabińskiego. W 2005  poddano konserwacji ołtarz główny, w czasie którego po zdjęciu kilku warstw polichromii otrzymano pierwotną.

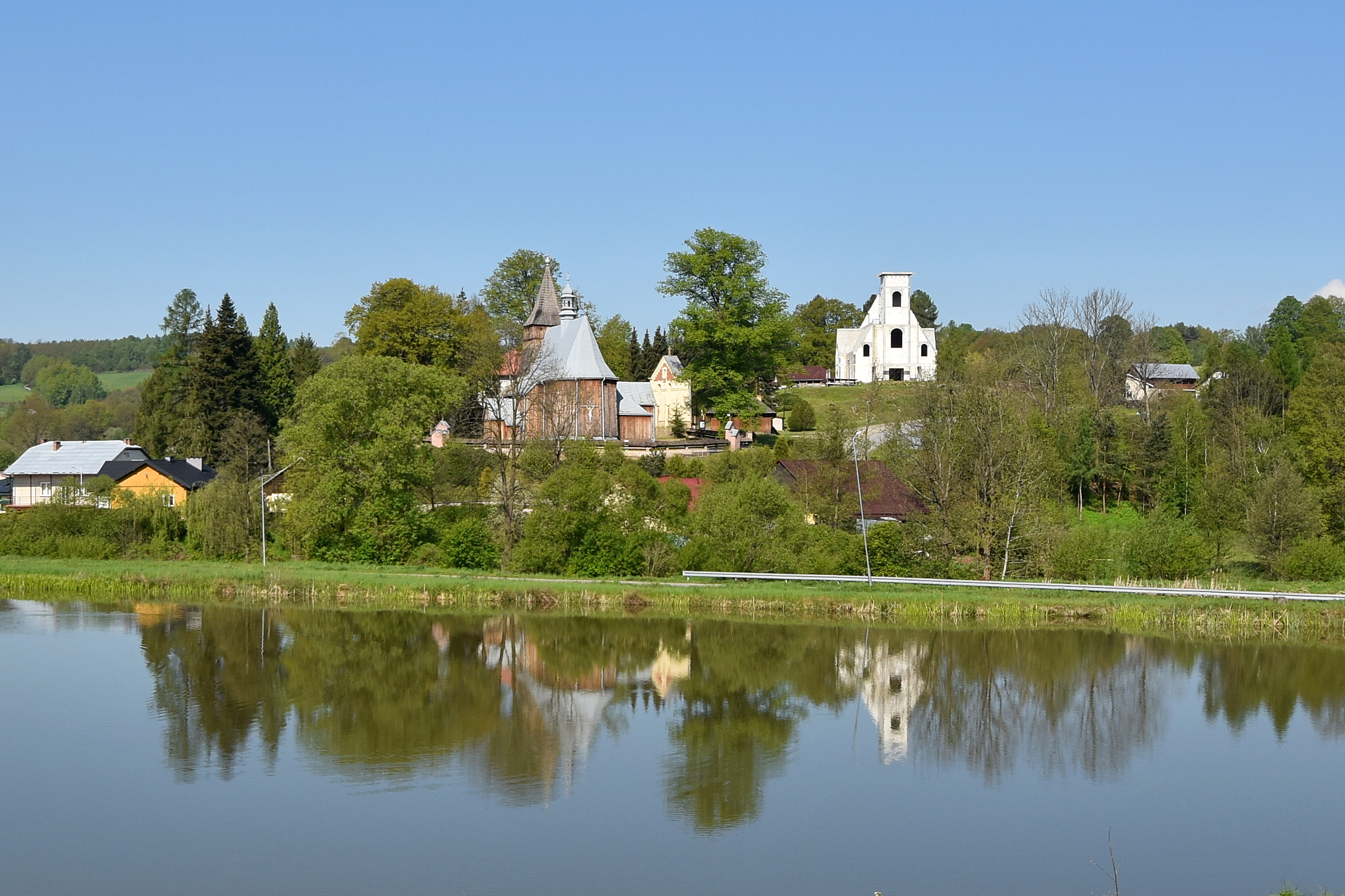
Widok ogólny od strony wschodniej
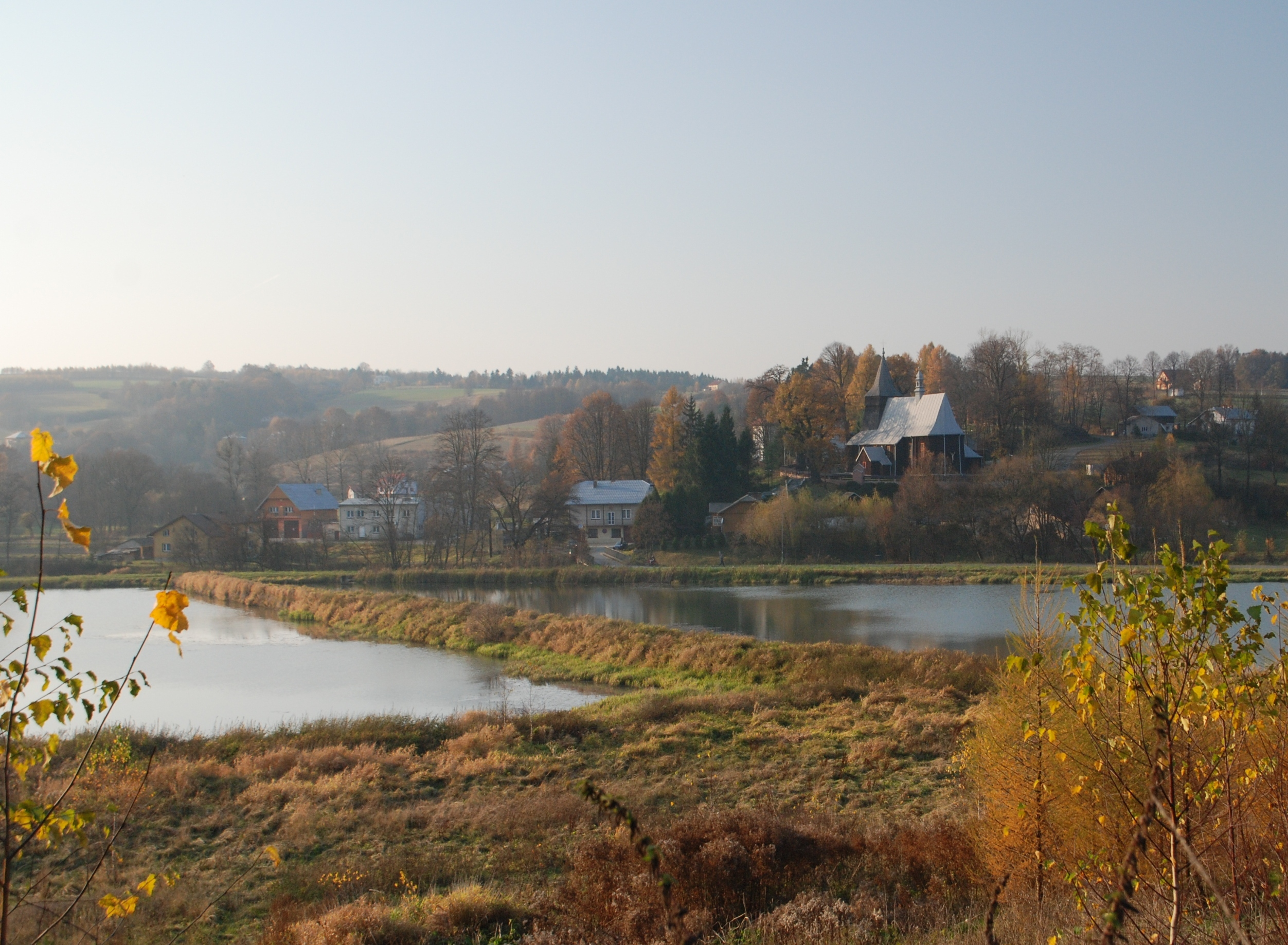
Widok od stawów
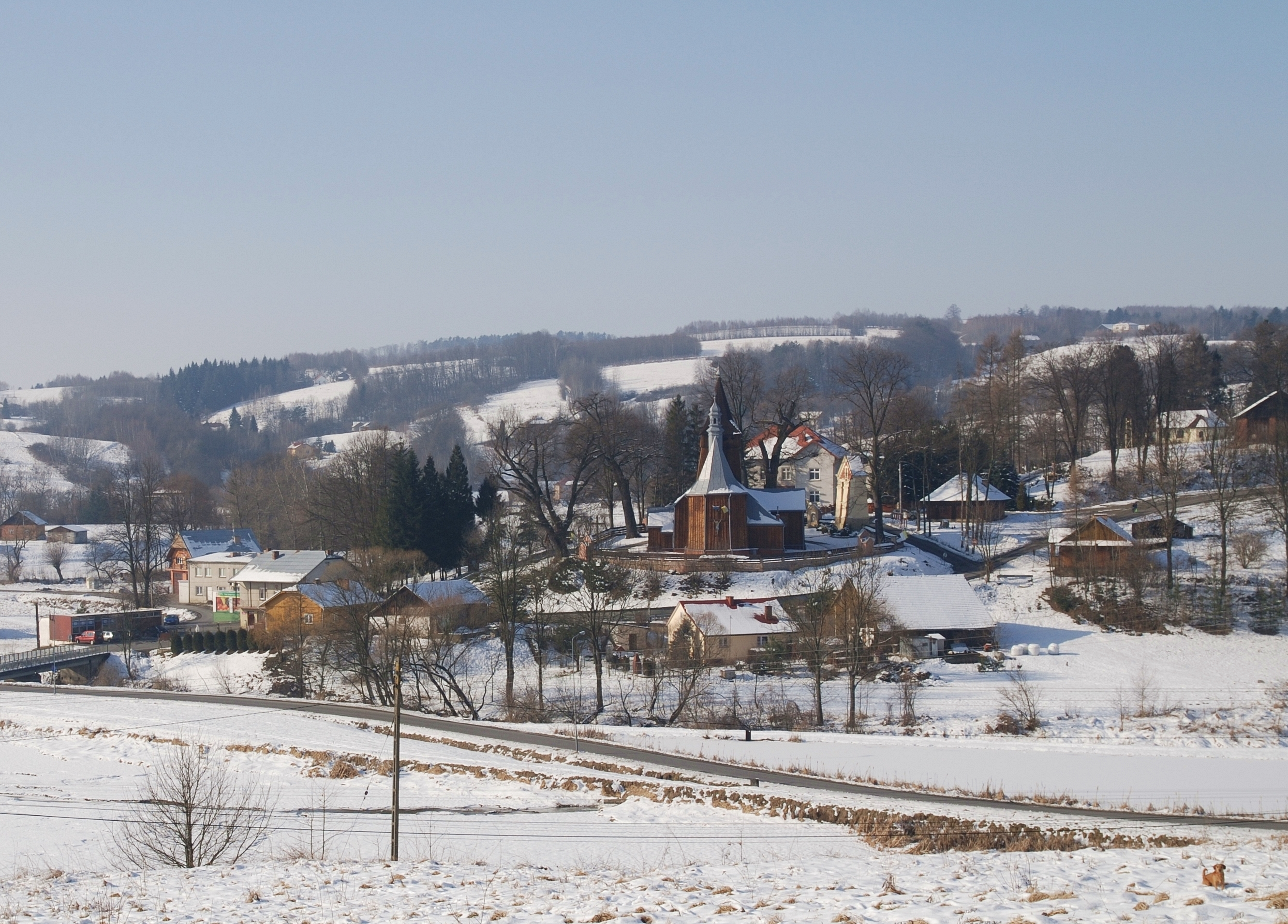
Widok ogólny od strony północnej

## Architektura i wyposażenie
Kościół wzniesiony jest w konstrukcji zrębowej z wieżą o konstrukcji słupowo-ramowej, na zewnątrz oszalowany. Złożony jest z prezbiterium zamkniętego trójbocznie oraz szerszej nawy. Do prezbiterium od północy przylega zakrystia. Do nawy dostawione zostały: od północy czworoboczna kaplica, od południa przedsionek i od zachodu wieża o ścianach pochyłych, z niską izbicą nakrytą dachem namiotowym, przechodzącym w ostrosłupowy hełm. Nawa i prezbiterium nakryte są wysokim dachem dwuspadowym, krytym blachą, o wspólnej kalenicy z wieżyczką na sygnaturkę z latarnią.
Wnętrze nakryte jest stropem płaskim, w nawie z zaskrzynieniami, wspartymi na słupach. Strop nawy zdobi renesansowa polichromia figuralno-ornamentalna z II połowy XVI wieku, odsłonięta w latach 1992-1994. Na stropie w prezbiterium widoczna dekoracja kasetonowa namalowana przez Jana Tabińskiego. Prezbiterium oddzielone jest od nawy belkami: stropową i tęczową (również zakonserwowaną w latach 1992-1994), na tej ostatniej umieszczona jest późnogotycka Grupa Pasyjna z XVI w., wykonana przez twórcę określanego jako Mistrz Pasji Przydonickiej a ufundowana przez Feliksa Milnera, rajcę bieckiego. Z prezbiterium do zakrystii prowadzi późnogotycki portal zamknięty łukiem w ośli grzbiet.
Wyposażenie wnętrza pochodzi z różnych okresów. W późnobarokowym ołtarzu głównym z przełomu XVII/XVIII wieku umieszczony jest późnogotycki obraz św. Anny z lat 1530-40. Przy tęczy znajdują się dwa barokowe ołtarze boczne. Po lewej stronie ołtarz Matki Boskiej z 1710 z wkomponowanym w polu środkowym obrazem Matki Boskiej z Dzieciątkiem z 1763 roku. Po prawej stronie ołtarz św. Antoniego z 1690 roku z jego obrazem. W kaplicy ołtarz św. Jana Nepomucena z 1770. Oprócz Grupy Pasyjnej na uwagę zasługują wolnostojące: polichromowana gotycka rzeźba św. Wojciecha z lat 1430-40 i figura Matki Boskiej z Dzieciątkiem z końca XIV wieku. Barokowa ambona pochodzi z 1740. Chór muzyczny malowany w arkadki mieści się nad głównym wejściem z organami z 1965. Poprzednie bezcenne zabytkowe barokowe organy przekazane zostały w 1965 do Muzeum Budownictwa Ludowego w Sanoku i po remoncie zamontowano w kościele z Bączala Dolnego.

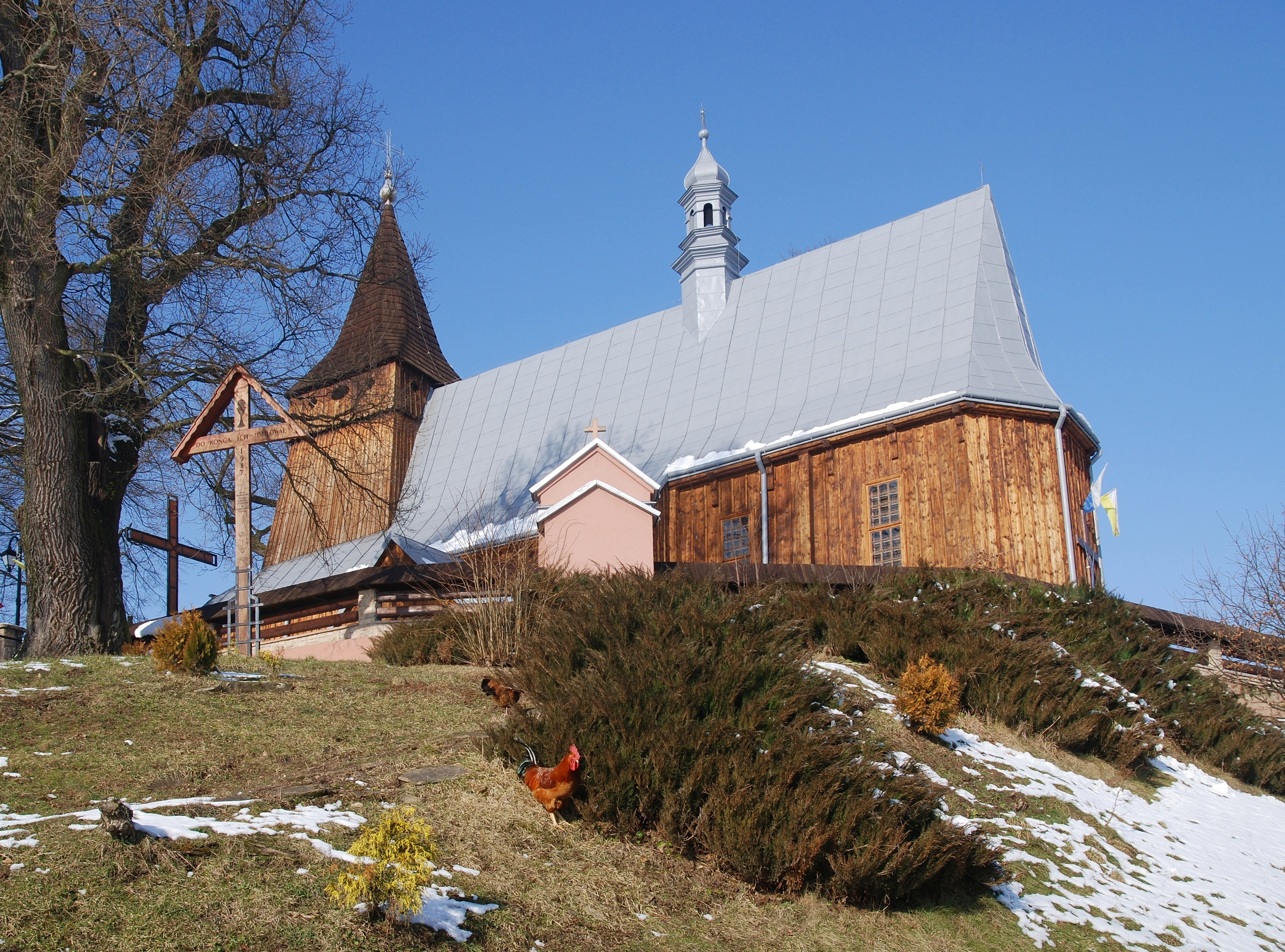
Widok od strony południowej
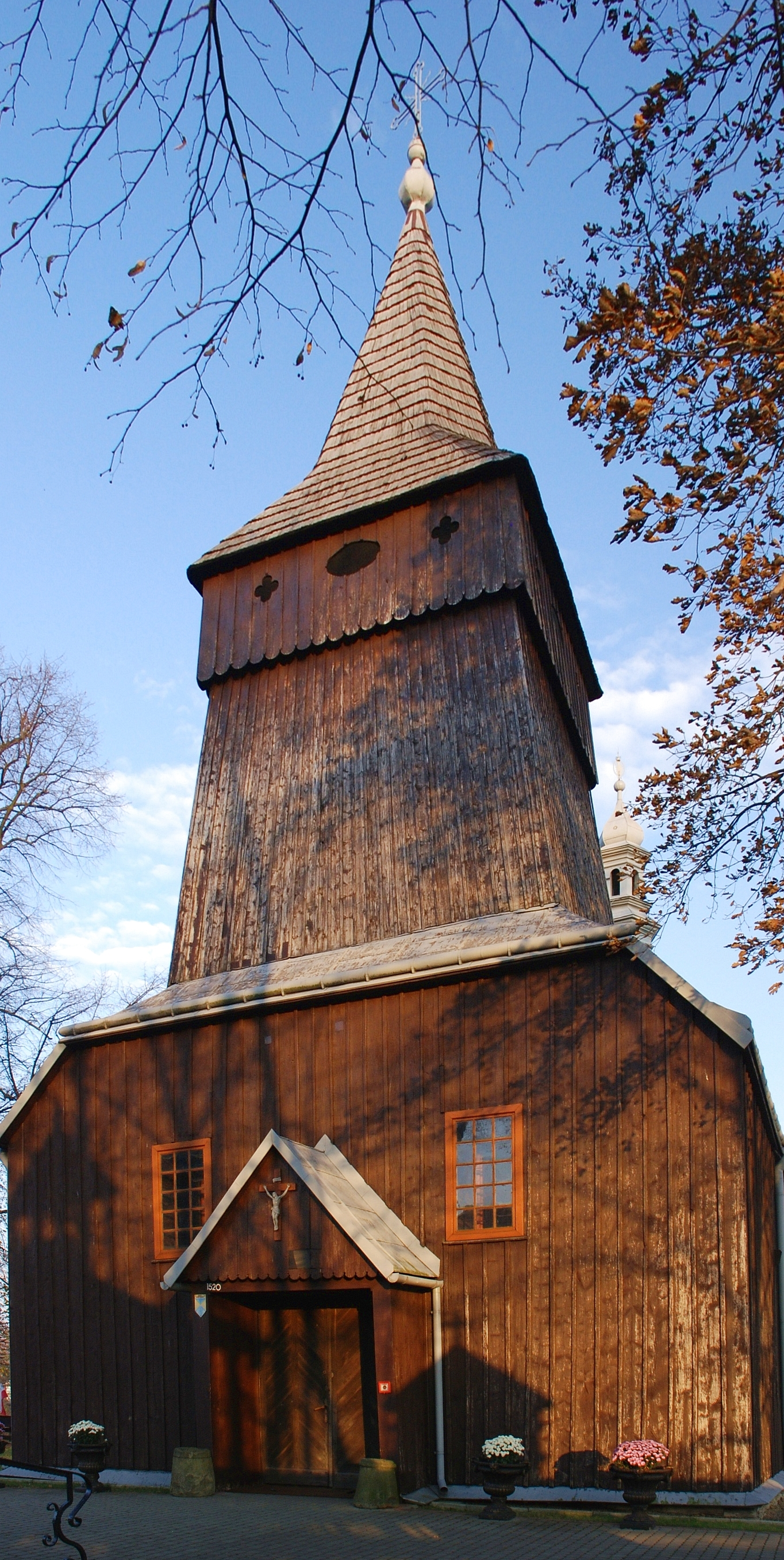
Elewacja frontowa
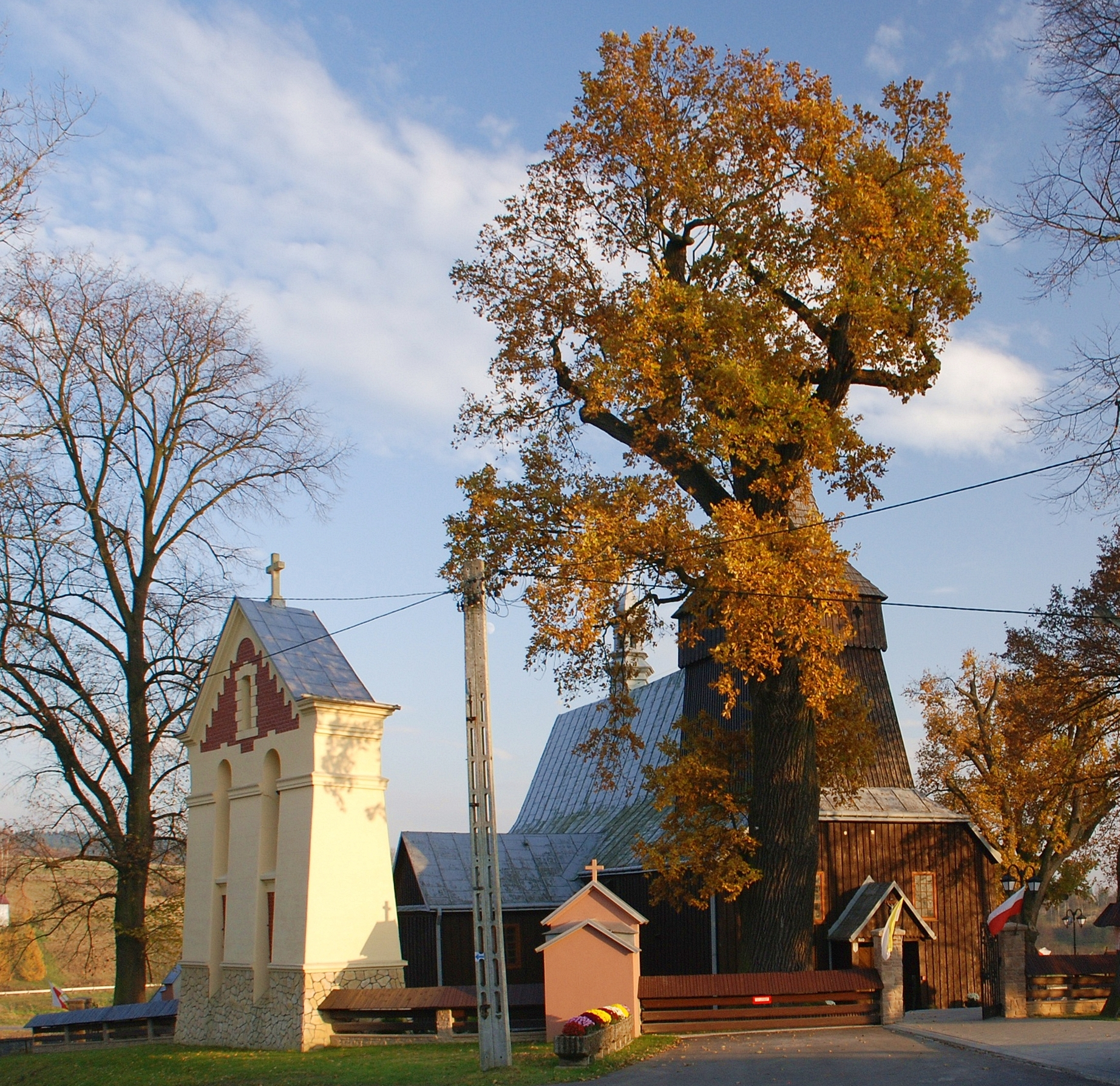
Widok od strony zachodniej

## Otoczenie kościoła
Obok świątyni stoi dzwonnica typu parawanowego wymurowana z cegły w 1910, do której przeniesiono trzy dzwony z wieży kościoła. W czasie I i II wojny światowej okupanci rekwirowali dzwony na cele wojenne. Nowe dzwony zakupiono: jeden w 1945 w Świątkowej i trzy w 1974. Kościół ogrodzony jest starym murem z dzikiego kamienia rzecznego z drewnianym płotem i murowanymi kapliczkami.

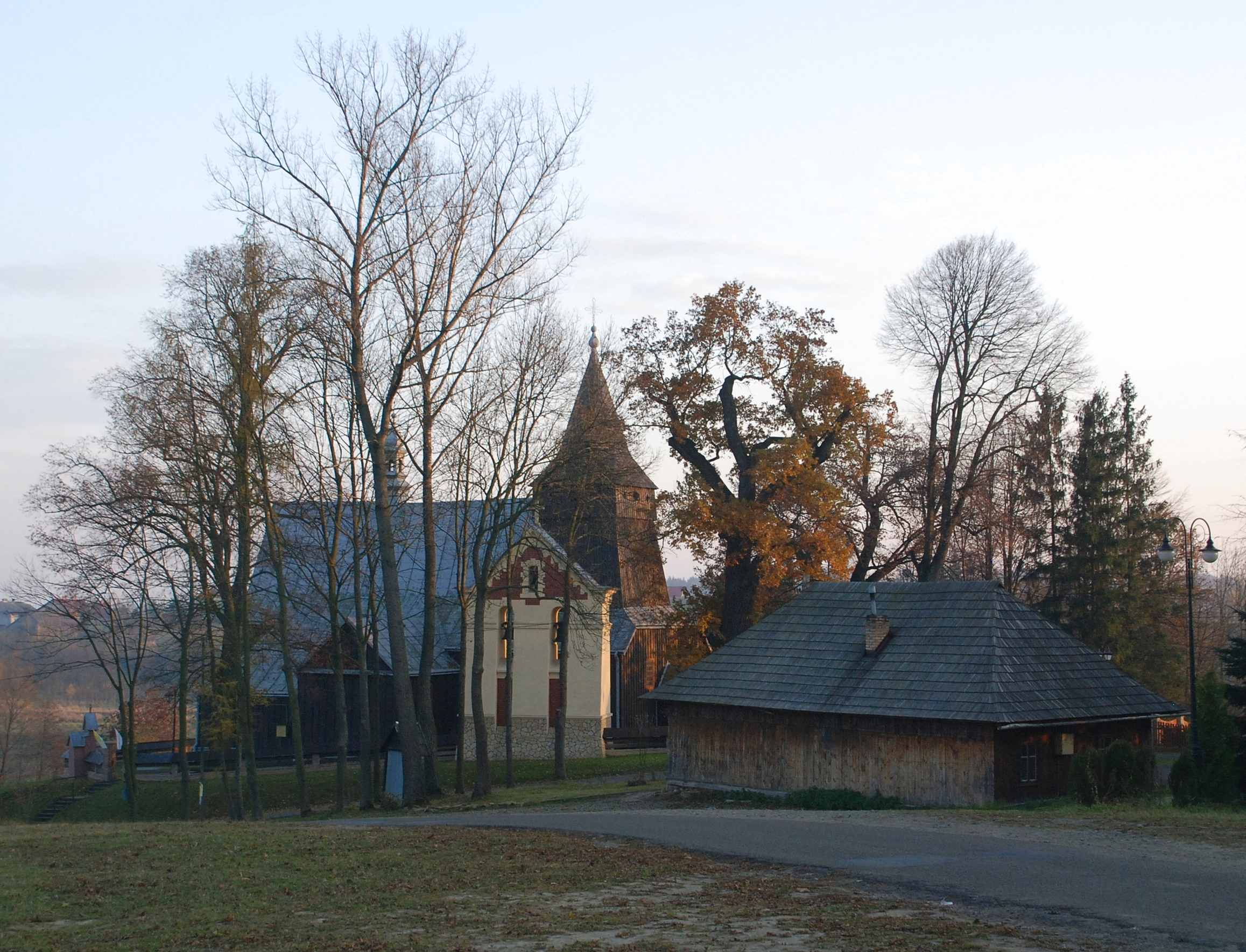
Widok od strony północnej
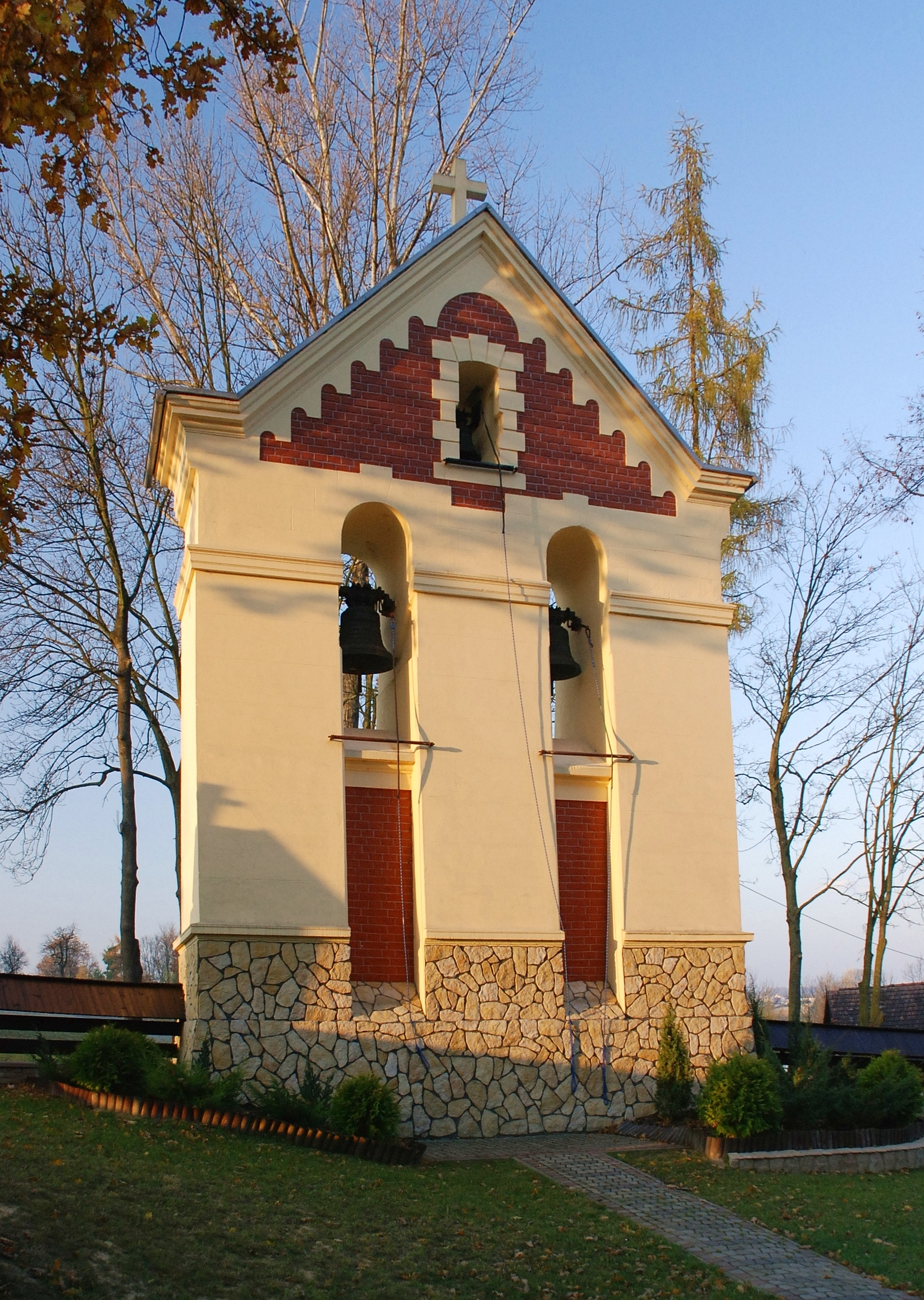
Dzwonnica
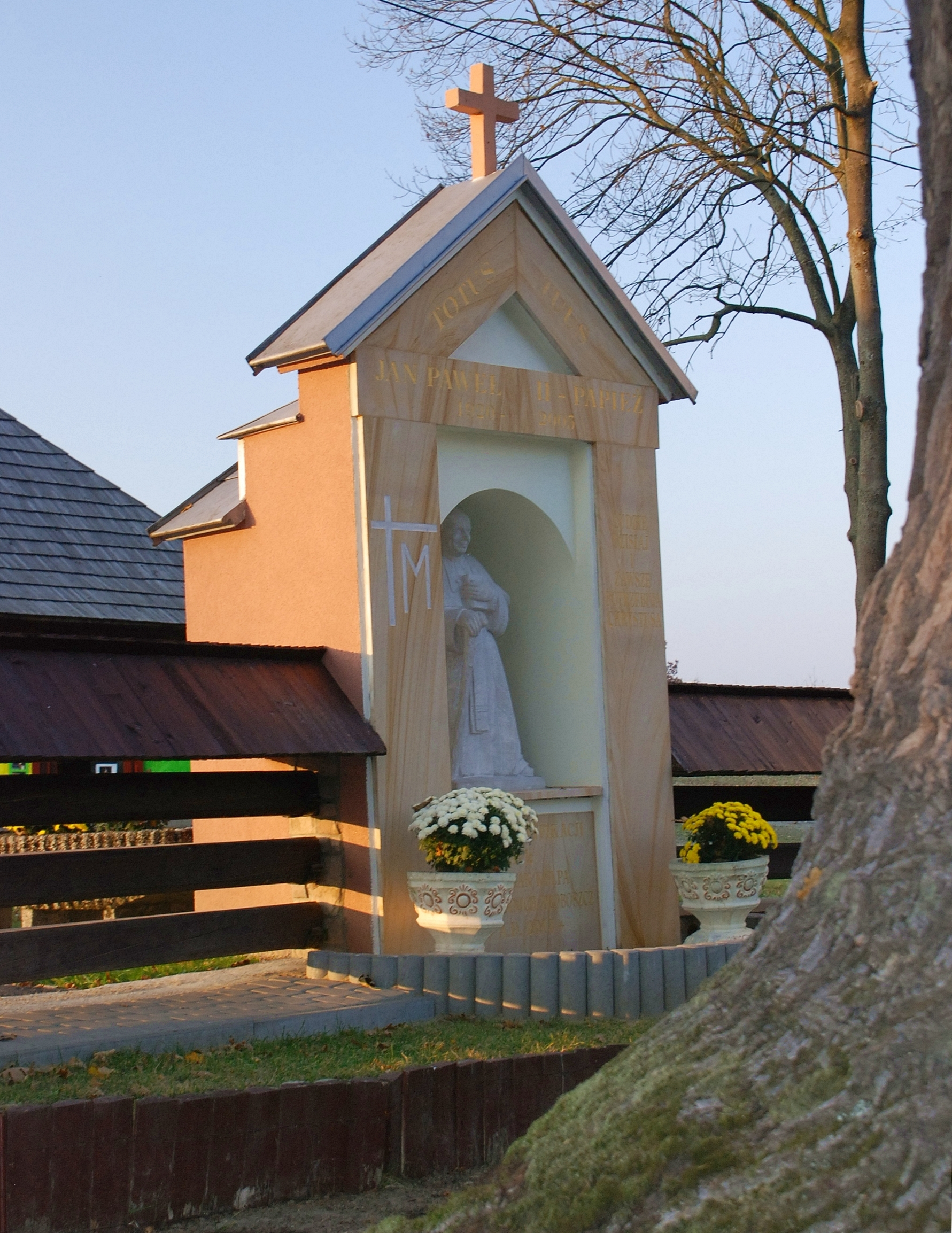
Kapliczka przykościelna